# John Wesley Harding
John Wesley Harding é o oitavo álbum de estúdio pelo músico americano Bob Dylan, publicado pela Columbia Records em dezembro de 1967. Foi o primeiro trabalho de Dylan, depois de sofrer um acidente com uma motocicleta em julho de 1966 e foi caracterizado por uma mudança de estilo marcado de seus três trabalhos anteriores - Bringing It All Back Home, Highway 61 Revisited e Blonde on Blonde - dominados por uma mistura de rock e blues. Com um estilo cerdado de folk e country, John Wesley Harding também se contrapôs ao crescente domínio da psicodelia na música popular após o sucesso do álbum dos Beatles, Sgt. Pepper's Lonely Hearts Club Band.
A temática do álbum também se caracteriza por uma maior utilização de parábolas e uma notavel influência da Bíblia no trabalho do músico, consolidada no final da década de 1970 com discos como Slow Train Coming que traz sua conversão ao cristianismo
John Wesley Harding foi excepcionalmente bem recebido pela crítica e apreciou sólidas vendas atingindo #2 nas paradas dos Estados Unidos e no topo das paradas do Reino Unido. Menos de três meses depois de seu lançamento, John Wesley Harding ganhou um certificado ouro pela RIAA. "All Along the Watchtower" tornou-se uma de suas canções mais populares depois que ele foi regravado por Jimi Hendrix no ano seguinte em seu álbum, Electric Ladyland.
Em 2003, o disco foi incluído na lista da revista Rolling Stone, o álbum ficou na  301º posição dos 500 Melhores Álbuns de Todos os Tempos.

## Antecedentes

### Acidente de moto e The Band
"Eu estava em turnê na maioria das vezes ... Austrália, Suécia ... um passeio no exterior. Depois voltei e na primavera, estava programado para voltar para fora, eu estava indo para voltar em turnê em julho. Blonde on Blonde estava no topo das paradas. Nesse momento, tive um acidente de moto e fiquei recluso por um tempo e eu senti a importância desse acidente, pelo menos até um ano depois. Quer dizer, eu pensei que eu iria me levantar e ir fazer o que você fez antes ... Mas eu não podia mais fazer isso."

Bob Dylan acabara de voltar de uma turnê pela Europa quando conseguiu alguns dias de férias no meio de 1966. Nesta época, uma nova turnê americana já estava agendada, uma emissora de televisão havia dado US$100 mil como adiantamento para um especial e a editora Macmillan cobrava o cantor pelo seu livro Tarantula, que já recebera até divulgação na mídia. Bob Dylan sofria pressões de todos os lados. 
Era 29 de julho de 1966 quando Bob Dylan dava uma volta com sua moto Triumph Tiger 100 de 500 cilindradas pela região de Woodstock. Sara Dylan o acompanhava de carro quando viu Bob perder o controle da moto e cair. Boatos indicavam que a vida de Dylan estava em risco. A real gravidade do acidente permanece um mistério. A versão “oficial” é que Bob quebrou o pescoço e quase morreu. Porém, há quem diga que Dylan usou o acidente para fugir de todas as exigências que o pressionavam. Bob Dylan ficou uma semana no hospital e diz ter passado um mês de repouso em sua casa.

Com sua turnê cancelada, Dylan permaneceu em sua casa, em Woodstock, para descansar. Este hiato serviu principalmente para que Bob pudesse desempenhar seu papel de pai e marido, além de montar projetos. Um deles foi a exaustiva edição do documentário Eat The Document, sobre a recente turnê elétrica.
Bem mais despretensioso, Bob passou de junho a outubro de 1967 tocando quase diariamente com seu então grupo, recém-intitulado The Band. Dylan ia até a mansão em que a banda estava hospedada, a famosa Big Pink, e tocavam improvisos e canções tradicionais. Estes encontros foram registrados e se transformariam no disco “The Basement Tapes”, lançado em 1975.

### Morte de Woody Guthrie
Enquanto o mundo se admirava com a psicodelia, Bob Dylan permanecia recluso. Apesar desta época receber grandes lançamentos inovadores, como “Sgt. Pepper's” dos Beatles, “Pet Sounds” dos Beach Boys e ver nascer o grupo Velvet Underground, Dylan parece ter sido mais influenciado pela péssima notícia que recebera.

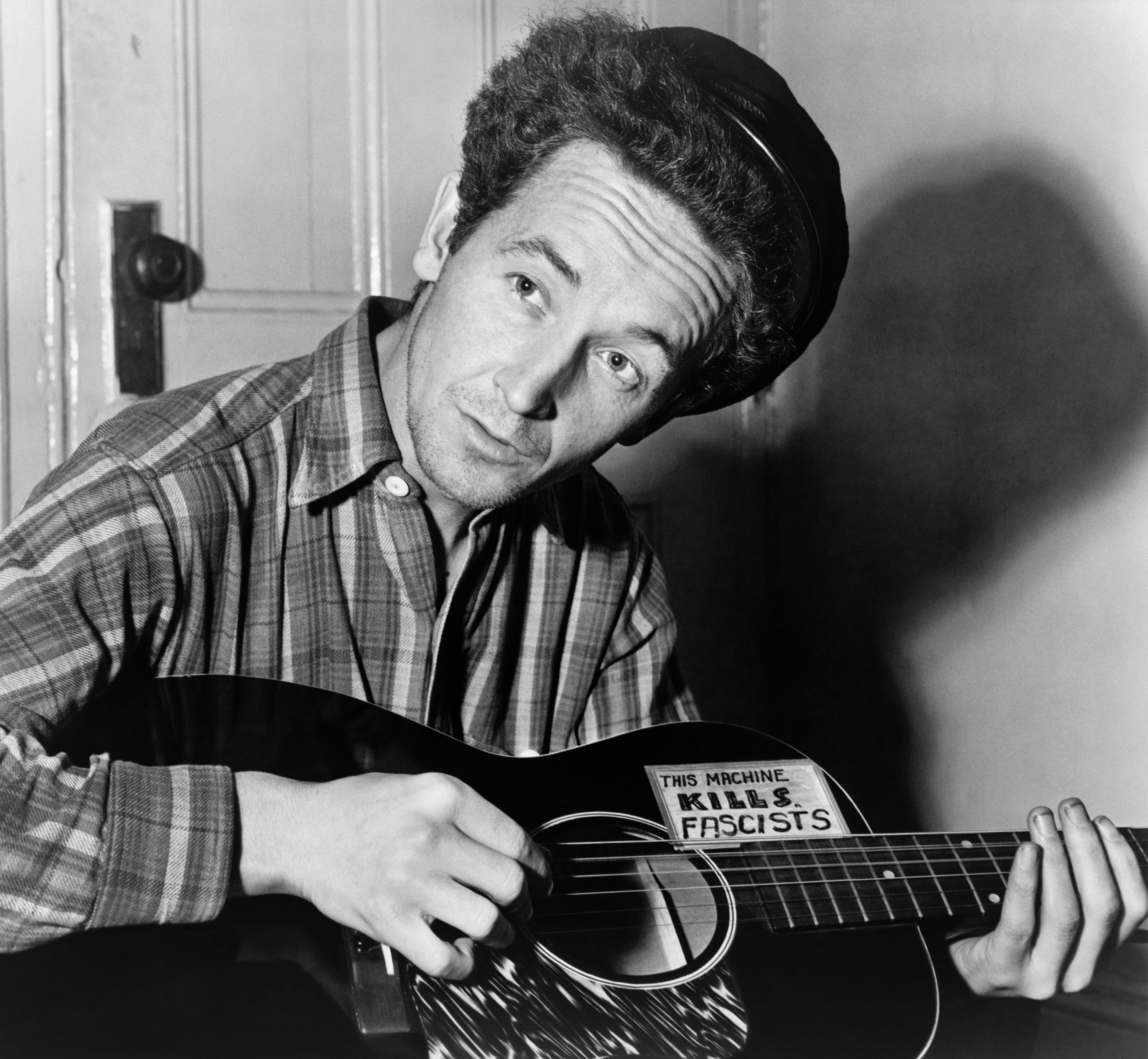
Woody Guthrie com seu violão rotulado como "Esta máquina mata fascistas"

No dia 3 de outubro, Woody Guthrie não resistiu às complicações de saúde por conta de sua doença de Huntington. Um dos maiores ídolos de Dylan, e razão de sua ida à New York, Guthrie deixava o mundo e isso provavelmente afetou drasticamente seu aprendiz.

## Gravação
| “ | Eu não sabia como gravar do jeito que outras pessoas estavam gravando e eu não queria saber. Os Beatles tinham acabado de lançar Sgt. Pepper, que eu não gostei de maneira alguma… Eu pensei que era um álbum bem indulgente, apesar das canções serem realmente boas. Eu não achava que toda aquela produção era necessária | ” |

Duas semanas depois da morte de Woody, no dia 17 de outubro, Bob Dylan viajou para Nashville para gravar no Columbia Music Row Studios, mesmo local em que gravara seu disco anterior (Blonde on Blonde).

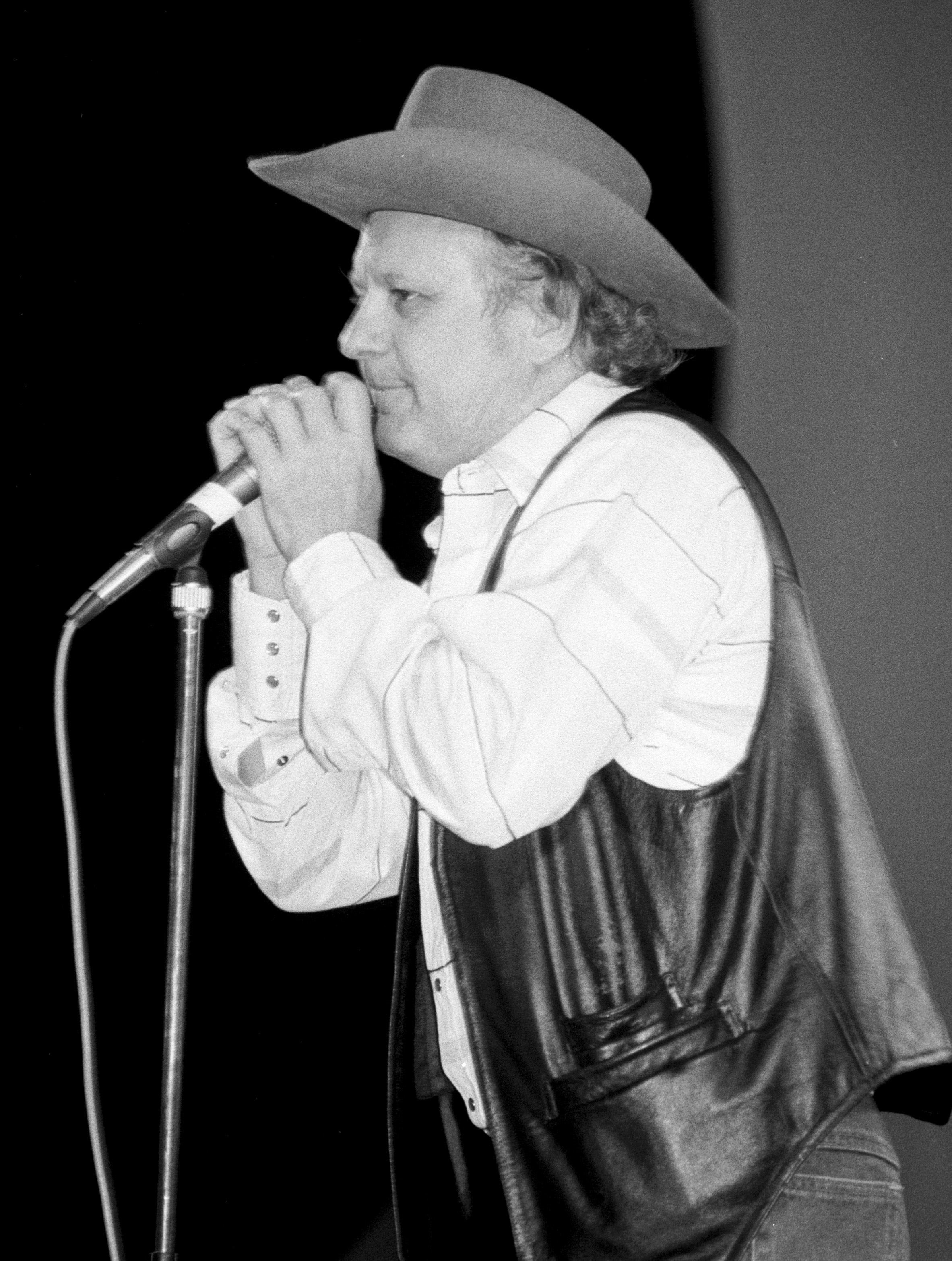
Charlie McCoy foi o único músico, junto com Kenny Buttrey e Pete Drake, que participou com Dylan na gravação de John Wesley Harding

Dylan manteve o produtor Bob Johnston, mas dessa vez recrutou apenas dois músicos – Kenneth Buttrey (bateria) e Charlie McCoy (baixo) – para participar das três sessões de gravação (17/10, 6/11 e 21/11). Pete Drake (steel guitar) tocou apenas nas duas últimas faixas do álbum.
O início de John Wesley Harding já mostra o caminho que Dylan trilharia. Enquanto muitos experimentavam ruídos, ecos e artimanhas tecnológicas no estúdio, Bob iniciava seu disco apenas com violão. Em seguida, baixo, voz e bateria dão o tom. O retrato do jovem de “Blonde on Blonde” não é mais o mesmo.

## Arte da capa
A capa de John Wesley Harding possui uma foto bucólica (uma polaroide de John Berg) de um Dylan meio barbado e sorridente. Em sua companhia, o carpinteiro Charlie Joy e dois integrantes da trupe Bauls of Bengal (que estavam hospedados na casa de Albert Grossman).
Outro ponto importante é o texto na contracapa. Escrito por Bob Dylan, a nota narra a história de três reis que percebem que “a chave é Frank”. Frank é acompanhado de Terry Shute e Vera.

## Lançamento e recepção
| Críticas profissionais        | Críticas profissionais |
| Avaliações da crítica         | Avaliações da crítica  |
| Fonte                         | Avaliação              |
| ----------------------------- | ---------------------- |
| Allmusic                      | [ 6 ]                  |
| Entertainment Weekly          | A                      |
| The Rolling Stone Album Guide | [ 8 ]                  |

Após o seu lançamento, apesar da rejeição de Dylan para ser promovido, John Wesley Harding ganhou críticas favoráveis na imprensa musical. Jon Landau o destacou como um contraponto na era da música psicodélica e escreveu no jornal Crawdaddy!: Para um álbum ser lançado entre Sgt. Pepper's Lonely Hearts Club Band, Their Satanic Majesties Request e After Bathing at Baxter's, alguém deve ter muita confiança no que ele está fazendo. Dylan parece não sentir necessidade de responder às tendências predominantes na música pop. E ele é o único artista pop que pode decidir isso. Gordon Mills, da revista Rolling Stone, comentou:  Sem dúvida, este é mais um passo importante para a música de Bob Dylan. A prevalência do country blues, o branco e o negro, desde Hank Williams para Leadbelly não tem precedentes na música elétrica. A steel guitar evoca sombras de Black Ace em muitos alpendres do sul. Quanto à mensagem e o significado, todos podem sentir o retorno ao mais frio e mais despreocupado de toda a cena que gira em torno da consciência. O compromisso é, como sempre, extremamente sincero. E Bob certamente vai concordar que J.S. Bach também tentou, da maneira mais difícil, dizer-nos que as gaivotas tinham asas para voar."
Em retrospecto, John Wesley Harding tem mantido um sucesso de crítica ao longo dos anos. Em 2000, o biógrafo Clinton Heylin escreveu: John Wesley Harding continua sendo um dos álbuns mais duradouros de Dylan. Ele nunca construiu um álbum-como-um-álbum tão conscientemente. Sem cair a tentação a incorporar visões de porão como "Going to Acapulco" e "Clothesline Saga". Dylan conseguiu em menos de seis semanas, construir sua coleção oficial perfeitamente executada.
No campo comercial, John Wesley Harding tornou-se o terceiro número um de Dylan no Reino Unido, depois de The Freewheelin'e Bringing It All Back Home. O álbum também alcançou o número um na lista dos álbuns mais vendidos da Austrália, enquanto nos Estados Unidos alcançou o posto de 2º lugar na Billboard 200, a posição mais alta para um disco do músico até o lançamento de Planet Waves seis anos depois.
Em sua primeira semana, John Wesley Harding vendeu mais de 250.000 cópias nos Estados Unidos, uma cifra que os executivos da Columbia consideraram com um dos "discos mais vendidos" que eles se lembram. Três meses após o seu lançamento, a RIAA certificou John Wesley Harding com um disco de ouro por mais de meio milhão de vendas. Em 2001, o álbum foi listado como platina para alcançar a cifra de um milhão de cópias vendidas nos Estados Unidos.
Em 2003, a revista Rolling Stone colocou o álbum na 301ª posição da lista dos 500 Melhores Álbuns de Todos os Tempos, . enquanto a versão de All Along the Watchtower feita por Jimi Hendrix ficou na 47ª posição na lista das 500 Melhores Canções de Todos os Tempos também feita pela revista Rolling Stone.

## Posição nas listas
| País           | Lista                  | Posição |
| -------------- | ---------------------- | ------- |
| Austrália      | align="center"\|1      |         |
| Estados Unidos | Billboard 200          | 2       |
| Noruega        | VG-lista Top 40 Albums | 4       |
| Reino Unido    | UK Albums Chart        | 1       |

## Certificados
| Data                 | País           | Organização certificador | Certificação | Vendas certificadas |
| -------------------- | -------------- | ------------------------ | ------------ | ------------------- |
| 16 de agosto de 2001 | Estados Unidos | RIAA                     | Platina      | 1 000               |

## Faixas
Todas as faixas por Bob Dylan

### Lado 1
1. "John Wesley Harding" – 2:58
2. "As I Went Out One Morning" – 2:49
3. "I Dreamed I Saw St. Augustine" – 3:53
4. "All Along the Watchtower" – 2:31
5. "The Ballad of Frankie Lee and Judas Priest" – 5:35
6. "Drifter's Escape" – 2:52

### Lado 2
1. "Dear Landlord" – 3:16
2. "I Am a Lonesome Hobo" – 3:19
3. "I Pity the Poor Immigrant" – 4:12
4. "The Wicked Messenger" – 2:02
5. "Down Along the Cove" – 2:23
6. I'll Be Your Baby Tonight" – 2:34

## Créditos
- Bob Dylan - guitarra, harmónica, piano, teclados, vocal

### Músicos adicionais
- Pete Drake - guitarra
- Charlie McCoy - baixo
- Kenneth A. Buttrey - bateria

### Produção
- John Berg – foto da capa
- Bob Johnston - produtor
- Charlie Bragg - engenheiro de som